# 龙华镇 (博罗县)
龙华镇，是中华人民共和国广东省惠州市博罗县下辖的一个乡镇级行政单位。
簡史： 南北朝時期，龍華鎮為羅陽縣縣治，公元六二七年，羅陽縣併入博羅縣，直至今天.

## 行政区划
龙华镇下辖以下地区：
龙华社区、北堤村、仕塘村、群丰村、鹤溪村、宁和村、竹园村、龙华村、旭日村、粮桥村和柳村。

## 中国传统村落
2012年，旭日村被评为首批“中国传统村落”。